# کرم لجن
کرم لجن (نام علمی: Tubifex tubifex) نام یک گونه از سرده کرم‌های لجن برکه است.